# Поточник рыжий
Пото́чник (бли́смус) ры́жий, или Поточник то́нкий, или Поточник то́щий (лат. Blysmus rufus) — вид однодольных растений рода Поточник (Blysmus) семейства Осоковые (Cyperaceae). Впервые описан британским ботаником Уильямом Хадсоном под названием Schoenus ferrugineus Huds. в 1762 году.

## Распространение и среда обитания
Встречается от северной, центральной и восточной Европы до Монголии и от субарктического пояса Америки до Канады.

## Ботаническое описание
Гемикриптофит.
Корневище тонкое.
Стебель высотой 3—20 см.
Листья коричневого цвета, узколинейные, тупоконечные, серповидные в поперечнике.
Соцветие состоит из четырёх — семи продолговато-яйцевидных 2—3-цветковых колосков.
Плод — плодолговато-яйцевидный орешек желтоватого цвета.
Цветёт и плодоносит с июля по сентябрь.
Кариотип: 2n=40.

## Природоохранная ситуация
Занесён в Красные книги Восточной Фенноскандии, Латвии, а также в Красные книги различных регионов России (Архангельская, Ленинградская, Мурманская, Новосибирская и Псковская области).

## Синонимы
Синонимичные названия:
- Blysmopsis rufa (Huds.) Oteng-Yeb.
- Blysmus exilis (Printz) N.A. Ivanova
- Blysmus rufus var. bifolius (Wallr.) Nyman
- Blysmus rufus subsp. exilis Printz
- Chaetospora rufa (Huds.) Gray
- Cyperus rufus (Huds.) Missbach & E.H.L.Krause nom. illeg.
- Nomochloa rufa (Huds.) Beetle
- Nomochloa rufa var. neogaea (Fernald) Beetle
- Schoenus brunneus Sol. ex Roem. & Schult.
- Schoenus ferrugineus Huds. nom. illeg.
- Schoenus rufus Huds.
- Scirpus bifolius Wallr.
- Scirpus littoralis Flüggé ex Rchb.
- Scirpus rufus (Huds.) Schrad.
- Scirpus rufus subsp. exilis Printz
- Scirpus rufus var. neogaeus Fernald
- Scirpus wallrothii Bernh.